# 모바일 트래커
모바일 트래커(Mobile Tracker)는 휴대폰의 가입자인증모듈(SIM) 카드를 바꾸면 미리 지정해놓은 가족, 친지 등의 지정된 번호로 자동으로 문자메시지(SMS)를 보내 위치 등을 파악할 수 있는 기능을 말한다. 최근에는 데이터 유실을 막기 위해서 모바일 트래커가 설정된 폰의 데이터를 삭제하거나 특정 사이트로 업로드할 수 있는 기능도 포함되고 있다.